# Marib
Marib är en gammal stad belägen i östra delen av Jemen och gränsar mot den stora öknen Rub al-Khali. Den tros vara grundad någon gång under det andra årtusendet f.Kr. Den var strategiskt belägen utmed karavanleden för rökelse och kryddor – den så kallade Rökelsevägen – som ledde från kusten vid Arabiska havet, via Hadramawt norrut mot Medelhavet. Marib var under många århundraden huvudstad i kungariket Saba fram till 500-talet e.Kr.

## Maribdammen
Maribdammen är belägen sydväst om staden och 172 kilometer öster om Jemens huvudstad Sana'a. Under de sista årtusendena före år noll utvecklade det sydarabiska jordbruket en bevattningsteknik i de stora dalarna som ledde från höglandet i väster ner mot öknarna Arabiska halvöns inre. Dammen byggdes för att  samla upp störtfloder från bergen under regnperioderna vilket senare under torrperioderna kunde bevattna områdena på ömse sidor om dalens mynning. Genom att spärra dalarna med dammar ledde man vatten ut i ett system av fördelarstationer som gjorde att stora arealer kunde bevattnas. Det räckte med ett par sådana störtfloder per år för att få en god skörd. Systemet utvecklades redan under tredje årtusendet f Kr.

## Konstruktion
Den första dammen och var en enkel konstruktion av jord vid den smalaste delen av floddalen med en sluss på vardera sidan, uppskattningsvis 4 meter hög. Senare höjde man vallen och denna andra jorddamm var 7 meter hög och klädd av murade stenar på sidan mot vattnet, det vill säga uppströms för att göra dammen vattentät och för att motstå vattenvågornas eroderande effekt. Den slutliga Maribdammen lär ha varit omkring 15 meter hög, 700 meter lång och 60 meter bred vid basen (uppgifterna på dammens storlek varierar) och täckt av sten.[källa behövs] I varsin ände av dammen fanns en sinnrikt utarbetad slusskonstruktion genom vilka vattnet strömmade ut i bevattningssystemets kanaler med en kapacitet av 60 kubikmeter per sekund. Murarna till de två slussarna finns fortfarande bevarade. De gamla jeminitiska dammbyggarna drog optimal fördel av platsens topografi. För att bygga dammens vall grävde man ut floddalens bädd ända ned till berggrunden. Slam, träd och sten som samlats bakom vallen rensades bort för hand varje århundrade och återanvändes vid reparationsarbetena. Inskriptioner visar att dammen kollapsade och byggdes upp ett flertal gånger. Den sista gången några större arbeten utfördes var under den abessinska ockupationen av Jemen på 500-talet e.Kr. År 575 förstördes dammen ånyo och efter det byggdes den inte upp igen.
Dammen och bevattningssystemet beskrivs som antikens mest sofistikerade ingenjörsarbete. Man uppskattar att mer än 10 000 hektar odlingsbar mark bevattnades med dammens hjälp där cirka 50 000 människor bodde. Det är odisputabelt att dammen var av avgörande betydelse för området tills den slutligen upphörde att fungera och invånarna försvann. Maribdammens kollaps var en ödesdiger händelse med långtgående konsekvenser. Vad som en gång var ett fruktbart land blev ödelagt. Stor skaror av emigranter från Jemen spred sig till andra delar av och utanför arabiska halvön.

## Historia
Maribdammen blev inte bara del av Jemens mytologi utan blev också en berättelse inom islamiska tradition. Legenden berättar om en profetia hos befolkningen i Saba som innebar att dammen skulle förstöras av en stor råtta. Saba och det stora dammgenombrottet med dess följder omnämns i Koranens 34:e sura, Sabas sura:
| ”                                                               | Även Sabas efterkommande fick ett varningstecken i sitt hemland. Landet var som två lustgårdar, en till höger och en till vänster [lika fruktbart på båda sidor] och vi sade: "Ät av det er Herre försörjt er med och var tacksamma mot honom, ty landet är gott och Herren full av nåd." Men de avvek från sin tro, och därför hemsökte vi dem med en vredesskummande flod, och vi förvandlade de två lustgårdarna till två trädgårdar med bitter frukt, med tamarisker och några lotusbuskar. …… På detta sätt försyndade de sig, och därför gjorde vi dem till ett varnande talesätt ["gått under likt Saba" var verkligen ett arabiskt ordstäv] och spridde dem för alla vindar. | „ |
| – Koranens 34:e sura, Sabas sura (översättning av Åke Ohlmarks) | |   |

Det har funnits många planer på att återuppbygga dammen men på grund av sin historia är platsen av stor arkeologisk betydelse och man har därför valt att bevara ruinerna som de är. En ny damm invigdes 1986 längre upp i floddalen och man fyller åter områdets kanaler och brunnar med vatten.
Detta har också lett till att en ny stad Marib har byggts upp några kilometer från den gamla.